# 羅兆輝
羅兆輝（1964年1月—2011年1月24日），香港已故传奇商人，綽號「神童輝」。

## 簡歷
羅兆輝籍貫廣東潮州，就读于聖方濟各英文小學，14歲讀至中三輟學，16歲踏足社會，1985年投身地產經紀行業，得到富豪刘銮雄的器重及支持，估計1997年已坐擁20億港元身家，可是在亞洲金融風暴中成為負資產，欠下巨債。
2002年在私人遊艇上燒炭自殺，獲救。在其潦倒窮困的日子，羅的昔日好友亦有施以援手，而濠江猛人，綽號「街市偉」的吳偉，便在澳門新世紀酒店長包酒店房，供羅兆輝起居飲食。
2005年1月，在新世紀酒店開吸毒性愛派對，因吸毒及販毒被澳門司警拘捕，2007年3月16日被判緩刑兩年，罰款澳門幣1萬元。自此避走東莞。失蹤數年的羅兆輝，一直投靠在東莞常平的「好運酒店」老闆。
2011年1月24日，羅因心臟病發，倒斃於東莞常平一律師樓內，终年47岁。 經過檢驗後，認為羅是心肌梗塞，相信死因無可疑。

## 緋聞
羅兆輝曾經自揭淫照轟動全城，涉事女星包括：孫佳君、丹妮爾·格拉漢姆等，另外，亦曾被爆出他和朋友大談跟多位女星的性史，據報羅聲稱只是跟孫佳君和港姐Y小姐兩人有真正的性關係，港姐Y小姐是和富豪之子分手後主動要求「照顧」，羅曾包養一、兩個月，而大胸女星L小姐則是羅首個「畀錢使」的女星。
港姐出身的袁詠儀在香港無綫電視清談節目《志雲飯局》中承認曾經被一位已婚男士｢照顧｣，事後被某些中國大陸媒體指袁詠儀口中的已婚男友是羅兆輝，但其實香港主流媒體認為袁詠儀所指的是林建岳。。